# Чітдібі
Чітдібі (тур. Çitdibi) — невелике село на півдні Туреччини, у районі Коньяалти провінції Анталія. Розташоване вздовж асфальтової дороги Анталья-Ярбашичандири та на північному лівому березі річки Чандир у передгірському районі на відстані 30 км на південний захід від столиці провінції міста Анталії.
Назва села походить від назви гори Чітбаши, що розташована над селом та є відрогом гірського масиву Феслікан. На північ від села розташовані руїни поселення Типаллія. На південь від Чітдібі розташована серія водоспадів.
Через село проходить туристичний маршрут «Лікійська стежка». 
Село є відносно старим поселенням. Більша частина населення емігрувала, станом на кінець 2010-х років у селі було близько 130 постійних мешканців, а ще 150-250 осіб приїжджає на літо. Населення займається вирощуванням сільськогосподарських культур та тваринництвом. У Чітдібі відсутня каналізація, водопровід, школа чи медичний пункт.